# Zapalenie ucha środkowego
Zapalenie ucha środkowego – częsta choroba wieku dziecięcego. W pierwszym okresie zazwyczaj jest infekcją wirusową. Jeżeli się przedłuża, najczęściej wywoływane jest przez bakterie należące do gatunków Streptococcus pneumoniae, Haemophilus influenzae i Moraxella catarrhalis.
Ogólny podział:
- ostre – najczęściej u dzieci,
- przewlekłe – niedostateczne przeleczone zapalenie ostre, może przejść w postać przewlekłą,
- perlak ucha środkowego.

## Objawy
- bardzo silny, ciągły ból ucha
- często gorączka (u dzieci nawet powyżej 40 °C)
- gorszy słuch w chorym uchu
- złe samopoczucie, niepokój dziecka
- wymioty
- uczucie pełności w uchu
- w okresie kataralnym zapalenia bębenek jest przekrwiony, pogrubiały, niekiedy wciągnięty w głąb
- w okresie ropnym bębenek jest uwypuklony, prześwieca żółtą barwą
- w wysiękowym zapaleniu może dochodzić do znacznego niedosłuchu i ścieńczenia błony bębenkowej – przez nią widać żółtawy lub ciemny płyn zawierający pęcherzyki powietrza; jest to spowodowane blokadą mechaniczną trąbki słuchowej

## Leczenie
W pierwszym okresie można stosować gorące okłady oraz leki przeciwzapalne i przeciwbólowe działających objawowo ogólnie i miejscowo, oraz leki przeciwgorączkowe jak paracetamol, ibuprofen. A także krople do nosa, zawierające efedrynę, które obkurczają błonę śluzową, gdy dołącza się zapalenie błony śluzowej nosa i pojawiają się trudności w oddychaniu.
W ostrym bakteryjnym zapaleniu ucha środkowego stosujemy antybiotyki z grupy penicylin lub aminoglikozydów. Ewentualnie innymi antybiotykami obejmującymi najczęstsze spektrum bakteryjne zapalenia ucha środkowego.
Przy uwypukleniu błony bębenkowej, stosuje się paracentezę, czyli bezbolesny zabieg jej nacięcia lub przy zapaleniu przewlekłym myringoplastykę, czyli zamknięcia ubytku w błonie bębenkowej. Podczas zapalenia przewlekłego konieczne może być też odsysanie wydzieliny i oczyszczanie przewodu słuchowego ze złuszczonego nabłonka.
W przypadkach nawrotów wskazane może być leczenie immunostymulacyjne. Można podawać szczepionkę gronkowcową – panodinę.
Gdy w wysiękowym zapaleniu przyczyną blokady jest przerośnięty migdałek, leczeniem przyczynowym będzie adenotomia. Jeżeli przyczyną jest obrzęk błony śluzowej trąbki słuchowej, stosuje się leki przeciwzapalne i ewentualnie antybiotyk.

## Powikłania
- zapalenie wyrostka sutkowatego
- zapalenie opon mózgowych
- ropień mózgu
- ropień zewnątrzoponowy
- ropień podtwardówkowy
- zapalenie błędnika
- zakrzepowe zapalenie zatoki esowatej
- porażenie nerwu twarzowego